# Église Sainte-Marie-Madeleine des Orres
L'église Sainte-Marie-Madeleine est une église située aux Orres dans les Hautes-Alpes, en France.

## Histoire
Elle est inscrite au titre des monuments historiques depuis 1992.